# Gina Brillon
Gina Brillon (nacida el 7 de abril de 1980) es una comediante, escritora y actriz puertorriqueña-estadounidense. Su carrera desde 2007 ha incluido varias apariciones en televisión, incluidos varios especiales de televisión, uno de los cuales ganó un premio Gracie en 2021. Ella alcanzó la fama en Estados Unidos cuando apareció en la temporada 16 de America's Got Talent, y luego produjo un podcast.

## Vida y carrera
Brillon nació y se crio en el Bronx, Nueva York, el 7 de abril de 1980. Comenzó su carrera como comediante en 1997 y, finalmente, realizó su primera actuación en televisión en 2007. En 2012, ganó un lugar en el Stand-Up for Diversity Showcase de NBC, y un año después participó en el festival Montréal Just for Laughs en 2013. En 2015, lanzó su primer especial de comedia, Gina Brillon: Pacically Speaking, producido por el comediante Gabriel Iglesias, y lanzó un podcast, Mess In Progress: A Homegirls Guide To Self-Help, que copresentaba con Katherine G. Mendoza. Más tarde hizo apariciones en el programa de CBS Kevin Can Wait, el programa de ABC The Conners, HA Festival: The Art of Comedy en HBO Max y Jimmy Kimmel Live! .
Brillon lanzó un segundo especial de comedia, Gina Brillon: Easy Offended, en 2019, y un tercer especial, Gina Brillon: The Floor is Lava, en 2020 en Amazon Prime Video . En 2021, su especial The Floor is Lava ganó un premio Gracie, y recibió una nominación para los premios Imagen. Más tarde hizo una audición para un lugar en la temporada 16 de America's Got Talent, donde pudo llegar a la final, pero quedó entre los cinco últimos de los finalistas de esa temporada.

## Filmografía

### Película
| Año  | Título              | Papel                       | Notas |
| ---- | ------------------- | --------------------------- | ----- |
| 2014 | La película mullida | Carmen                      |       |
| 2018 | Alex Strangelove    | Maestro de educación cívica |       |

### Televisión
| Año     | Título                                   | Papel                    | Notas            |
| ------- | ---------------------------------------- | ------------------------ | ---------------- |
| 2007    | Vivir en Gotham                          | Sí misma                 | 1 episodio       |
| 2010-11 | Latino 101                               | Sí misma                 | 8 episodios      |
| 2012    | Comedia. televisión                      | Sí misma                 | 1 episodio       |
| 2013    | Gotham Comedy en Directo                 | Sí misma                 | 1 episodio       |
| 2013    | Chelsea últimamente                      | Sí misma                 | 1 episodio       |
| 2013    | La vista                                 | Sí misma                 | 1 episodio       |
| 2014    | El show de Queen Latifah                 | Sí misma                 | 1 episodio       |
| 2015    | Programa de entrevistas de tipo blanco   | Sí misma                 | 1 episodio       |
| 2015    | Tarde en la noche con Seth Meyers        | Sí misma                 | 1 episodio       |
| 2015    | Gina Brillon: hablando pacíficamente     | Sí misma                 | Especial de TV   |
| 2016-17 | Kevin puede esperar                      | Gina                     | 2 episodios      |
| 2017    | Gala de comedia All-Star de Howie Mandel | Sí misma                 | Especial de TV   |
| 2018    | Cómics Viendo Cómics                     | Sí misma                 | 12 episodios     |
| 2018    | Eliminación trivial                      | Sí misma                 | 1 episodio       |
| 2018    | Entre Nos: La Serie                      | Sí misma                 | 1 episodio       |
| 2018    | Los Conners                              | Maria                    | 2 episodios      |
| 2019    | Trevor Noah @ JFL: Volumen I             | Sí misma                 | Especial de TV   |
| 2019    | Página de celebridades                   | Sí misma                 | 1 episodio       |
| 2019    | Gina Brillon: Se ofende fácilmente       | Sí misma                 | Especial de TV   |
| 2019    | Jimmy Kimmel Live!                       | Sí misma                 | 1 episodio       |
| 2019    | El Show de Chuey Martinez                | Sí misma                 | 1 episodio       |
| 2020    | Esto es stand-up                         | Sí misma                 | Serie documental |
| 2020    | Gina Brillon: El suelo es lava           | Sí misma                 | Especial de TV   |
| 2020    | HA Festival: El arte de la comedia       | Sí misma                 | Especial de TV   |
| 2021    | América tiene talento                    | Ella Misma / Concursante | Serie documental |
| 2021    | Los diálogos de Mangina (Podcast)        | Sí misma                 | 1 episodio       |

## Premios y nominaciones
| Año  | Otorgar        | Categoría                                              | Trabajo                        | Resultado | Árbitro. |
| ---- | -------------- | ------------------------------------------------------ | ------------------------------ | --------- | -------- |
| 2021 | Premios Gracie | Gran premio de especial o variedad [TV - Nacional]     | Gina Brillon: El suelo es lava | Ganado    | [ 9 ]    |
| 2021 | Premios Imagen | Mejor programa en horario estelar: especial o película | Gina Brillon: El suelo es lava | Nominado  | [ 10 ]   |